# NGC 7137
NGC 7137 (również PGC 67379 lub UGC 11815) – galaktyka spiralna z poprzeczką (SBc), znajdująca się w gwiazdozbiorze Pegaza. Odkrył ją William Herschel 17 listopada 1784 roku.